# 聖子・fragrance
『聖子・fragrance』（せいこ・フレグランス）は、松田聖子初のベスト・アルバム。1981年11月1日にCBS・ソニーからリリースされた。

## 概要
帯コピー：花一輪 あなたにささげます…聖子
デビュー曲「裸足の季節」から「白いパラソル」までのシングルA面全6曲に加えて、B面曲、アルバム収録曲、映画『野菊の墓』の主題歌「花一色（はなひといろ）」が収録されている。アナログ盤のみ3つ折りポートレートが封入されていた。カセットテープは松田聖子全曲集のタイトルがプラスされて販売されていた。
A面は夏や海に関係する曲、B面は帯コピーどおり花に関わるタイトルまたは歌詞の曲（「白いパラソル」「Only My Love」ほか）を中心に構成されている。ライナーノーツは、音楽評論家の遠山一彦が執筆した。
本作は1981年の初版発売以来、長年に亘り単品でのCD化は成されていなかったが、2006年7月19日発売のCD-BOX『Seiko Matsuda』のDisc-5に収録されたことにより、初のCD化となった。

## 補足事項
松田の花に関わるタイトル・歌詞の楽曲は、他に「風立ちぬ」「赤いスイートピー」「野ばらのエチュード」「ガラスの林檎」「雛菊の地平線」「旅立ちはフリージア」「薔薇のように咲いて 桜のように散って」などが挙げられる。

## 収録曲

### LP / CT
| #         | タイトル                           | 作詞      | 作曲       | 編曲       | 時間  |
| --------- | ---------------------------------- | --------- | ---------- | ---------- | ----- |
| 1.        | 「裸足の季節」                     | 三浦徳子  | 小田裕一郎 | 信田かずお | 3:43  |
| 2.        | 「SQUALL」                         | 三浦徳子  | 小田裕一郎 | 大村雅朗   | 3:44  |
| 3.        | 「TRUE LOVE 〜そっとくちづけて〜」 | 三浦徳子  | 小田裕一郎 | 大村雅朗   | 3:02  |
| 4.        | 「青い珊瑚礁」                     | 三浦徳子  | 小田裕一郎 | 大村雅朗   | 3:39  |
| 5.        | 「Sailing」                        | 財津和夫  | 財津和夫   | 大村雅朗   | 4:08  |
| 6.        | 「あ・な・たの手紙」               | 財津和夫  | 財津和夫   | 信田かずお | 4:43  |
| 7.        | 「夏の扉」                         | 三浦徳子  | 財津和夫   | 大村雅朗   | 3:30  |
| 合計時間: | 合計時間:                          | 合計時間: | 合計時間:  | 合計時間:  | 26:29 |

| #         | タイトル                      | 作詞      | 作曲       | 編曲       | 時間  |
| --------- | ----------------------------- | --------- | ---------- | ---------- | ----- |
| 1.        | 「白いパラソル」              | 松本隆    | 財津和夫   | 大村雅朗   | 3:30  |
| 2.        | 「Only My Love」              | 三浦徳子  | 小田裕一郎 | 信田かずお | 4:06  |
| 3.        | 「チェリーブラッサム」        | 三浦徳子  | 財津和夫   | 大村雅朗   | 3:21  |
| 4.        | 「花時計咲いた」              | 三浦徳子  | 小田裕一郎 | 信田かずお | 5:20  |
| 5.        | 「Eighteen」                  | 三浦徳子  | 平尾昌晃   | 信田かずお | 3:17  |
| 6.        | 「風は秋色」                  | 三浦徳子  | 小田裕一郎 | 信田かずお | 4:08  |
| 7.        | 「花一色 〜野菊のささやき〜」 | 松本隆    | 財津和夫   | 瀬尾一三   | 4:19  |
| 合計時間: | 合計時間:                     | 合計時間: | 合計時間:  | 合計時間:  | 28:01 |

### CD
| #         | タイトル                           | 作詞      | 作曲       | 編曲       | 時間  |
| --------- | ---------------------------------- | --------- | ---------- | ---------- | ----- |
| 1.        | 「裸足の季節」                     | 三浦徳子  | 小田裕一郎 | 信田かずお | 3:43  |
| 2.        | 「SQUALL」                         | 三浦徳子  | 小田裕一郎 | 大村雅朗   | 3:44  |
| 3.        | 「TRUE LOVE 〜そっとくちづけて〜」 | 三浦徳子  | 小田裕一郎 | 大村雅朗   | 3:02  |
| 4.        | 「青い珊瑚礁」                     | 三浦徳子  | 小田裕一郎 | 大村雅朗   | 3:39  |
| 5.        | 「Sailing」                        | 財津和夫  | 財津和夫   | 大村雅朗   | 4:08  |
| 6.        | 「あ・な・たの手紙」               | 財津和夫  | 財津和夫   | 信田かずお | 4:43  |
| 7.        | 「夏の扉」                         | 三浦徳子  | 財津和夫   | 大村雅朗   | 3:30  |
| 8.        | 「白いパラソル」                   | 松本隆    | 財津和夫   | 大村雅朗   | 3:30  |
| 9.        | 「Only My Love」                   | 三浦徳子  | 小田裕一郎 | 信田かずお | 4:06  |
| 10.       | 「チェリーブラッサム」             | 三浦徳子  | 財津和夫   | 大村雅朗   | 3:21  |
| 11.       | 「花時計咲いた」                   | 三浦徳子  | 小田裕一郎 | 信田かずお | 5:20  |
| 12.       | 「Eighteen」                       | 三浦徳子  | 平尾昌晃   | 信田かずお | 3:17  |
| 13.       | 「風は秋色」                       | 三浦徳子  | 小田裕一郎 | 信田かずお | 4:08  |
| 14.       | 「花一色 〜野菊のささやき〜」      | 松本隆    | 財津和夫   | 瀬尾一三   | 4:19  |
| 合計時間: | 合計時間:                          | 合計時間: | 合計時間:  | 合計時間:  | 55:13 |

### 曲解説

#### Side A
1. 裸足の季節
デビュー・シングルA面曲。
2. SQUALL
同名のファースト・アルバム『SQUALL』収録曲。
3. TRUE LOVE 〜そっとくちづけて〜
2枚目のシングル「青い珊瑚礁」B面曲。
4. 青い珊瑚礁
2枚目のシングルA面曲。
5. Sailing
アルバム『Silhouette』収録曲。
6. あ・な・たの手紙
アルバム『Silhouette』収録曲。
7. 夏の扉
5枚目のシングルA面曲。

#### Side B
1. 白いパラソル
6枚目のシングルA面曲。
2. Only My Love
アルバム『North Wind』収録曲。
3. チェリーブラッサム
4枚目のシングルA面曲。
4. 花時計咲いた
アルバム『North Wind』収録曲。
5. Eighteen
3枚目のシングル（両A面）B面曲。
6. 風は秋色
3枚目のシングル（両A面）A面曲。
7. 花一色 〜野菊のささやき〜
「白いパラソル」B面曲。